# Tuffbach (Inn)
Der Tuffbach ist ein linker Zufluss des Inns im Stadtgebiet von Innsbruck.
Er entspringt im östlichen Weiherburggraben zwischen Lepsius-Stollen und Alpenzoo in 720 m Seehöhe. Er fließt in südlicher Richtung zwischen Weiherburg und Judenbühel zum Hohen Weg und mündet zwischen Hans-Psenner-Steg und alter Hungerburgbahnbrücke in den Inn. Er liegt zur Gänze auf Innsbrucker Stadtgebiet und markiert die Grenze zwischen den Katastralgemeinden und Stadtteilen Hötting und Mühlau.
Zusammen mit dem benachbarten Weiherburgbach und Steinbruchbach entwässert er ein Einzugsgebiet von 4,2 km², das fast das komplette östliche Hungerburgplateau bis hinauf in die Seegrube und die Seegrubenspitze und Hafelekarspitze umfasst. Der Bach selbst entspringt an der Bank aus Höttinger Brekzie, die namensgebend für den alten Flurnamen Auf dem Grauen Stein ist. Der Bachname deutet auf den entstehenden Kalktuff hin.
Vor dem Hohen Weg (Hausnummern 12 und 13) bildet er einen kleinen Wasserfall, den man von der Straße aus sehen kann.

## Einzelnachweise

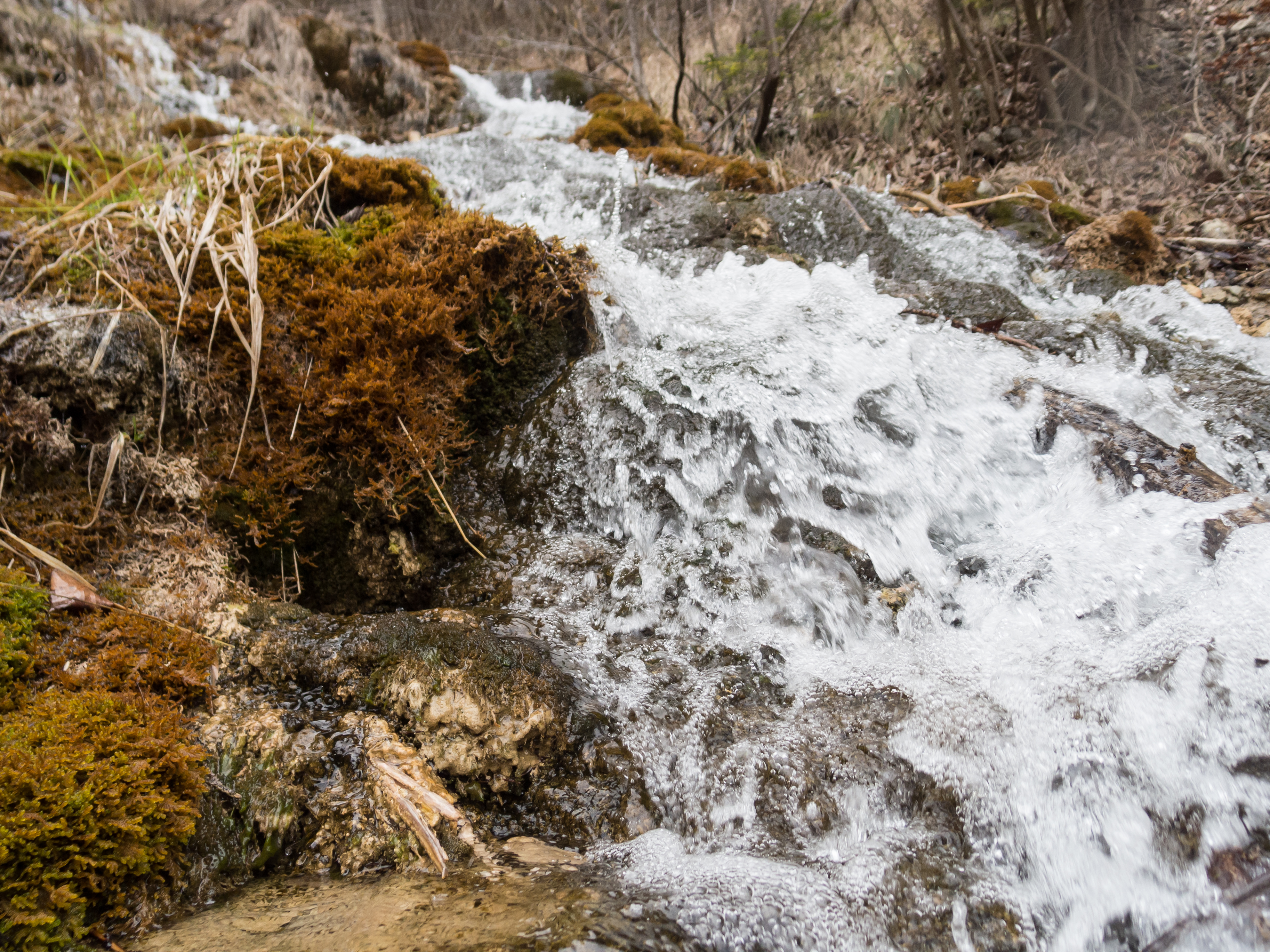
Der Tuffbach auf Höhe des Alpenzoos. Erkennbar ist die Bildung von Sinter (Kalktuff) im Bereich der Moose